# Temporada da NFL de 2001
A Temporada de 2001 da NFL foi a 82ª temporada regular da National Football League.
Seguindo um padrão que começou em 1999, a primeira semana de jogos foi marcada para depois das comemorações do Dia do Trabalho (Labor Day). Com os Super Bowls XXXVI e XXXVII já com datas marcadas, a liga decidiu excluir a semana de folga anterior ao Super Bowl nos dois anos seguintes para poder se ajustar.
Logo após os ataques terroristas de 11 de setembro, os jogos do dia 16 e 17 daquele mês foi adiado e remarcado para 6 e 7 de janeiro. Para adaptar a nova tabela, todos os jogos de playoff, incluindo o Super Bowl XXXVI foi adiado em uma semana. A temporada terminou no Pro Bowl que também foi atrasado em uma semana. Esta foi a última temporada antes do realinhamento de 2002, onde cada conferência teria 4 divisões, e não 3. E todos os times da NFL naquele ano usaram marcas nos uniformes para lembrar as vitímas dos atentados, e o NY Jets e o NY Giants usaram marcas para lembrar os bombeiros mortos nos resgates.
A temporada se encerrou no Super Bowl XXXVI onde o New England Patriots derrotou o St. Louis Rams. O jogo foi muito marcado pelas homenagens às vitimas do 11/09. Nos Super Bowls seguintes seriam montados aparatos de segurança nunca antes vistos fazendo do Super Bowl o evento esportivo mais bem protegido do mundo.

## Classificação
V = Vitórias, D = Derrotas, E = Empates, PCT = porcentagem de vitórias, PF= Pontos feitos, PS = Pontos sofridos
Classificados para os playoff estão marcados em verde
| AFC East                 |    |    |   |      |     |     |
| Time                     | V  | D  | E | PCT  | PF  | PS  |
| (2) New England Patriots | 11 | 5  | 0 | .688 | 371 | 272 |
| (4) Miami Dolphins       | 11 | 5  | 0 | .688 | 344 | 290 |
| (6) New York Jets        | 10 | 6  | 0 | .625 | 308 | 295 |
| Indianapolis Colts       | 6  | 10 | 0 | .375 | 413 | 486 |
| Buffalo Bills            | 3  | 13 | 0 | .188 | 265 | 420 |
| AFC Central              |    |    |   |      |     |     |
| Time                     | V  | D  | E | PCT  | PF  | PS  |
| (1) Pittsburgh Steelers  | 13 | 3  | 0 | .812 | 352 | 212 |
| (5) Baltimore Ravens     | 10 | 6  | 0 | .625 | 303 | 265 |
| Cleveland Browns         | 7  | 9  | 0 | .438 | 285 | 319 |
| Tennessee Titans         | 7  | 9  | 0 | .438 | 336 | 388 |
| Jacksonville Jaguars     | 6  | 10 | 0 | .375 | 294 | 286 |
| Cincinnati Bengals       | 6  | 10 | 0 | .375 | 226 | 309 |
| AFC West                 |    |    |   |      |     |     |
| Time                     | V  | D  | E | PCT  | PF  | PS  |
| (3) Oakland Raiders      | 10 | 6  | 0 | .625 | 399 | 327 |
| Seattle Seahawks         | 9  | 7  | 0 | .562 | 301 | 324 |
| Denver Broncos           | 8  | 8  | 0 | .500 | 340 | 339 |
| Kansas City Chiefs       | 6  | 10 | 0 | .375 | 320 | 344 |
| San Diego Chargers       | 5  | 11 | 0 | .312 | 332 | 321 |

| NFC East                 |    |    |   |      |     |     |
| Time                     | V  | D  | E | PCT  | PF  | PS  |
| (3) Philadelphia Eagles  | 11 | 5  | 0 | .688 | 343 | 208 |
| Washington Redskins      | 8  | 8  | 0 | .500 | 256 | 303 |
| New York Giants          | 7  | 9  | 0 | .438 | 294 | 321 |
| Arizona Cardinals        | 7  | 9  | 0 | .438 | 295 | 343 |
| Dallas Cowboys           | 5  | 11 | 0 | .312 | 246 | 338 |
| NFC Central              |    |    |   |      |     |     |
| Time                     | V  | D  | E | PCT  | PF  | PS  |
| (2) Chicago Bears        | 13 | 3  | 0 | .812 | 338 | 203 |
| (4) Green Bay Packers    | 12 | 4  | 0 | .750 | 390 | 266 |
| (6) Tampa Bay Buccaneers | 9  | 7  | 0 | .562 | 324 | 280 |
| Minnesota Vikings        | 5  | 11 | 0 | .312 | 290 | 390 |
| Detroit Lions            | 2  | 14 | 0 | .125 | 270 | 424 |
| NFC West                 |    |    |   |      |     |     |
| Time                     | V  | D  | E | PCT  | PF  | PS  |
| (1) St. Louis Rams       | 14 | 2  | 0 | .875 | 503 | 273 |
| (5) San Francisco 49ers  | 12 | 4  | 0 | .750 | 409 | 282 |
| New Orleans Saints       | 7  | 9  | 0 | .438 | 333 | 409 |
| Atlanta Falcons          | 7  | 9  | 0 | .438 | 291 | 377 |
| Carolina Panthers        | 1  | 15 | 0 | .062 | 253 | 410 |

### Desempate
- New England terminou a frente de Miami na AFC East baseado em uma campanha melhor dentro da divisão (6-2 contra 5-3 do Dolphins).
- Cleveland terminou a frente de Tennessee na AFC Central baseado em uma campanha melhor dentro da divisão (5-5 contra 3-7 do Titans).
- Jacksonville terminou a frente de Cincinnati na AFC Central pois venceu no confronto direto (2-0).
- N.Y. Giants terminou a frente de Arizona na NFC East pois venceu no confronto direto (2-0).
- New Orleans terminou a frente de Atlanta na NFC West baseado em uma campanha melhor dentro da divisão (4-4 contra 3-5 do Falcons).
- Baltimore terminou em segundo na AFC Wild Card basesado no melhor desempenho contra um adversário em comum (3-2 contra 2-2 do Jets).
- Green Bay terminou em primeiro na NFC Wild Card baseado em uma campanha melhor dentro da conferência (9-3 contra 8-4 do 49ers).

## Playoffs
|  |                                             |                                             |                                             |                  |                  |                               |                                              |                               |                                   |                                   |                                   |                                      |                                      |                                      |  |  |  |  |
|  | 12 de janeiro - Veterans Stadium            | 12 de janeiro - Veterans Stadium            | 12 de janeiro - Veterans Stadium            |                  |                  | 19 de janeiro - Soldier Field | 19 de janeiro - Soldier Field                | 19 de janeiro - Soldier Field |                                   |                                   |                                   |                                      |                                      |                                      |  |  |  |  |
|  | 12 de janeiro - Veterans Stadium            | 12 de janeiro - Veterans Stadium            | 12 de janeiro - Veterans Stadium            |                  |                  | 19 de janeiro - Soldier Field | 19 de janeiro - Soldier Field                | 19 de janeiro - Soldier Field |                                   |                                   |                                   |                                      |                                      |                                      |  |  |  |  |
|  | 12 de janeiro - Veterans Stadium            | 12 de janeiro - Veterans Stadium            | 12 de janeiro - Veterans Stadium            |                  |                  | 19 de janeiro - Soldier Field | 19 de janeiro - Soldier Field                | 19 de janeiro - Soldier Field |                                   |                                   |                                   |                                      |                                      |                                      |  |  |  |  |
|  | 12 de janeiro - Veterans Stadium            | 12 de janeiro - Veterans Stadium            | 12 de janeiro - Veterans Stadium            |                  |                  | 19 de janeiro - Soldier Field | 19 de janeiro - Soldier Field                | 19 de janeiro - Soldier Field |                                   |                                   |                                   |                                      |                                      |                                      |  |  |  |  |
|  | 6                                           | Tampa Bay                                   | 9                                           |                  |                  | 19 de janeiro - Soldier Field | 19 de janeiro - Soldier Field                | 19 de janeiro - Soldier Field |                                   |                                   |                                   |                                      |                                      |                                      |  |  |  |  |
|  | 6                                           | Tampa Bay                                   | 9                                           | 3                | Philadelphia     | 33                            |                                              |                               |                                   |                                   |                                   |                                      |                                      |                                      |  |  |  |  |
|  | 3                                           | Philadelphia                                | 31                                          | 3                | Philadelphia     | 33                            |                                              |                               | 27 de janeiro - Edward Jones Dome | 27 de janeiro - Edward Jones Dome | 27 de janeiro - Edward Jones Dome |                                      |                                      |                                      |  |  |  |  |
|  | 3                                           | Philadelphia                                | 31                                          | 2                | Chicago          | 19                            |                                              |                               | 27 de janeiro - Edward Jones Dome | 27 de janeiro - Edward Jones Dome | 27 de janeiro - Edward Jones Dome |                                      |                                      |                                      |  |  |  |  |
|  |                                             |                                             |                                             | 2                | Chicago          | 19                            |                                              |                               | 27 de janeiro - Edward Jones Dome | 27 de janeiro - Edward Jones Dome | 27 de janeiro - Edward Jones Dome |                                      |                                      |                                      |  |  |  |  |
|  | NFC                                         |                                             |                                             |                  |                  |                               |                                              |                               | 27 de janeiro - Edward Jones Dome | 27 de janeiro - Edward Jones Dome | 27 de janeiro - Edward Jones Dome |                                      |                                      |                                      |  |  |  |  |
|  | 13 de janeiro - Lambeau Field               | 13 de janeiro - Lambeau Field               | 13 de janeiro - Lambeau Field               | 3                | Philadelphia     | 24                            |                                              |                               |                                   |                                   |                                   |                                      |                                      |                                      |  |  |  |  |
|  | 13 de janeiro - Lambeau Field               | 13 de janeiro - Lambeau Field               | 13 de janeiro - Lambeau Field               | 3                | Philadelphia     | 24                            | 20 de janeiro - The Dome at America's Center |                               |                                   |                                   |                                   |                                      |                                      |                                      |  |  |  |  |
|  | 13 de janeiro - Lambeau Field               | 13 de janeiro - Lambeau Field               | 13 de janeiro - Lambeau Field               |                  | 1                | St. Louis                     | 29                                           |                               |                                   |                                   |                                   |                                      |                                      |                                      |  |  |  |  |
|  | 13 de janeiro - Lambeau Field               | 13 de janeiro - Lambeau Field               | 13 de janeiro - Lambeau Field               |                  | 1                | St. Louis                     | 29                                           |                               |                                   |                                   |                                   |                                      |                                      |                                      |  |  |  |  |
|  | 5                                           | San Francisco                               | 15                                          | Campeão da NFC   | Campeão da NFC   | Campeão da NFC                |                                              |                               |                                   |                                   |                                   |                                      |                                      |                                      |  |  |  |  |
|  | 5                                           | San Francisco                               | 15                                          | Campeão da NFC   | Campeão da NFC   | Campeão da NFC                | 4                                            | Green Bay                     | 17                                |                                   |                                   |                                      |                                      |                                      |  |  |  |  |
|  | 4                                           | Green Bay                                   | 25                                          | Campeão da NFC   | Campeão da NFC   | Campeão da NFC                | 4                                            | Green Bay                     | 17                                |                                   |                                   | 3 de fevereiro - Louisiana Superdome | 3 de fevereiro - Louisiana Superdome | 3 de fevereiro - Louisiana Superdome |  |  |  |  |
|  | 4                                           | Green Bay                                   | 25                                          | Campeão da NFC   | Campeão da NFC   | Campeão da NFC                | 1                                            | St. Louis                     | 45                                |                                   |                                   | 3 de fevereiro - Louisiana Superdome | 3 de fevereiro - Louisiana Superdome | 3 de fevereiro - Louisiana Superdome |  |  |  |  |
|  | Playoffs de Wild Card                       |                                             |                                             |                  |                  |                               | 1                                            | St. Louis                     | 45                                |                                   |                                   | 3 de fevereiro - Louisiana Superdome | 3 de fevereiro - Louisiana Superdome | 3 de fevereiro - Louisiana Superdome |  |  |  |  |
|  | Playoffs de Divisão                         |                                             |                                             |                  |                  |                               |                                              |                               |                                   |                                   |                                   | 3 de fevereiro - Louisiana Superdome | 3 de fevereiro - Louisiana Superdome | 3 de fevereiro - Louisiana Superdome |  |  |  |  |
|  | 12 de janeiro - Network Associates Coliseum | 12 de janeiro - Network Associates Coliseum | 12 de janeiro - Network Associates Coliseum | N1               | St. Louis        | 17                            |                                              |                               |                                   |                                   |                                   |                                      |                                      |                                      |  |  |  |  |
|  | 12 de janeiro - Network Associates Coliseum | 12 de janeiro - Network Associates Coliseum | 12 de janeiro - Network Associates Coliseum | N1               | St. Louis        | 17                            | 19 de janeiro - Foxboro Stadium              |                               |                                   |                                   |                                   |                                      |                                      |                                      |  |  |  |  |
|  | 12 de janeiro - Network Associates Coliseum | 12 de janeiro - Network Associates Coliseum | 12 de janeiro - Network Associates Coliseum |                  | A2               | New England                   | 20                                           |                               |                                   |                                   |                                   |                                      |                                      |                                      |  |  |  |  |
|  | 12 de janeiro - Network Associates Coliseum | 12 de janeiro - Network Associates Coliseum | 12 de janeiro - Network Associates Coliseum |                  | A2               | New England                   | 20                                           |                               |                                   |                                   |                                   |                                      |                                      |                                      |  |  |  |  |
|  | 6                                           | N.Y. Jets                                   | 24                                          | Super Bowl XXXVI | Super Bowl XXXVI | Super Bowl XXXVI              |                                              |                               |                                   |                                   |                                   |                                      |                                      |                                      |  |  |  |  |
|  | 6                                           | N.Y. Jets                                   | 24                                          | Super Bowl XXXVI | Super Bowl XXXVI | Super Bowl XXXVI              | 3                                            | Oakland                       | 13                                |                                   |                                   |                                      |                                      |                                      |  |  |  |  |
|  | 3                                           | Oakland                                     | 38                                          | Super Bowl XXXVI | Super Bowl XXXVI | Super Bowl XXXVI              | 3                                            | Oakland                       | 13                                |                                   |                                   | 27 de janeiro - Heinz Field          | 27 de janeiro - Heinz Field          | 27 de janeiro - Heinz Field          |  |  |  |  |
|  | 3                                           | Oakland                                     | 38                                          | Super Bowl XXXVI | Super Bowl XXXVI | Super Bowl XXXVI              | 2                                            | New England                   | 16*                               |                                   |                                   | 27 de janeiro - Heinz Field          | 27 de janeiro - Heinz Field          | 27 de janeiro - Heinz Field          |  |  |  |  |
|  |                                             |                                             |                                             |                  |                  |                               | 2                                            | New England                   | 16*                               |                                   |                                   | 27 de janeiro - Heinz Field          | 27 de janeiro - Heinz Field          | 27 de janeiro - Heinz Field          |  |  |  |  |
|  | AFC                                         |                                             |                                             |                  |                  |                               |                                              |                               |                                   |                                   |                                   | 27 de janeiro - Heinz Field          | 27 de janeiro - Heinz Field          | 27 de janeiro - Heinz Field          |  |  |  |  |
|  | 13 de janeiro - Pro Player Stadium          | 13 de janeiro - Pro Player Stadium          | 13 de janeiro - Pro Player Stadium          | 2                | New England      | 24                            |                                              |                               |                                   |                                   |                                   |                                      |                                      |                                      |  |  |  |  |
|  | 13 de janeiro - Pro Player Stadium          | 13 de janeiro - Pro Player Stadium          | 13 de janeiro - Pro Player Stadium          | 2                | New England      | 24                            | 20 de janeiro - Heinz Field                  |                               |                                   |                                   |                                   |                                      |                                      |                                      |  |  |  |  |
|  | 13 de janeiro - Pro Player Stadium          | 13 de janeiro - Pro Player Stadium          | 13 de janeiro - Pro Player Stadium          |                  | 1                | Pittsburgh                    | 17                                           |                               |                                   |                                   |                                   |                                      |                                      |                                      |  |  |  |  |
|  | 13 de janeiro - Pro Player Stadium          | 13 de janeiro - Pro Player Stadium          | 13 de janeiro - Pro Player Stadium          |                  | 1                | Pittsburgh                    | 17                                           |                               |                                   |                                   |                                   |                                      |                                      |                                      |  |  |  |  |
|  | 5                                           | Baltimore                                   | 20                                          | Campeão da AFC   | Campeão da AFC   | Campeão da AFC                |                                              |                               |                                   |                                   |                                   |                                      |                                      |                                      |  |  |  |  |
|  | 5                                           | Baltimore                                   | 20                                          | Campeão da AFC   | Campeão da AFC   | Campeão da AFC                | 5                                            | Baltimore                     | 10                                |                                   |                                   |                                      |                                      |                                      |  |  |  |  |
|  | 4                                           | Miami                                       | 3                                           | Campeão da AFC   | Campeão da AFC   | Campeão da AFC                | 5                                            | Baltimore                     | 10                                |                                   |                                   |                                      |                                      |                                      |  |  |  |  |
|  | 4                                           | Miami                                       | 3                                           | Campeão da AFC   | Campeão da AFC   | Campeão da AFC                | 1                                            | Pittsburgh                    | 27                                |                                   |                                   |                                      |                                      |                                      |  |  |  |  |
|  |                                             |                                             |                                             |                  |                  |                               | 1                                            | Pittsburgh                    | 27                                |                                   |                                   |                                      |                                      |                                      |  |  |  |  |

 * Indica vitória na prorrogação

### AFC
- Jogos de Wild-Card: OAKLAND 38, N.Y. Jets 24; Baltimore 20, MIAMI 3
- Playoffs de divisão: NEW ENGLAND 16, Oakland 13 (OT); PITTSBURGH 27, Baltimore 10
- AFC Championship: NEW ENGLAND 24, Pittsburgh 17 no Heinz Field, Pittsburgh, 27 de janeiro de 2002

### NFC
- Jogos de Wild-Card: PHILADELPHIA 31, Tampa Bay 9; GREEN BAY 25, San Francisco 15
- Playoffs de divisão: Philadelphia 33, CHICAGO 19; ST. LOUIS 45, Green Bay 17
- NFC Championship: ST. LOUIS 29, Philadelphia 24 no Edward Jones Dome, St. Louis, Missouri, 27 de janeiro de 2002

### Super Bowl
- Super Bowl XXXVI: New England (AFC) 20, St. Louis (NFC) 17 no Louisiana Superdome, Nova Orleães, Luisiana, 3 de fevereiro 2002

## Marcas importantes
Os seguintes times e jogadores quebraram recordes da NFL durante esta temporada:
| Recorde                                          | Jogador/Time                            | Antigo recorde                             |
| ------------------------------------------------ | --------------------------------------- | ------------------------------------------ |
| Maior número de Sacks, Temporada*                | Michael Strahan, New York Giants (22.5) | Mark Gastineau, New York Jets, 1984 (22.0) |
| Maior número de derrotas consecutivas, Temporada | Carolina (15)                           | Empatado com 4 times (14)                  |

* - Número de Sacks só passou a ser computado a partir de 1982.

## Lideres em estatísticas na Temporada Regular

### Time
| Pontos marcados                 | St. Louis Rams (503)        |
| Total de jardas                 | St. Louis Rams (6,930)      |
| Jardas terrestres               | Pittsburgh Steelers (2,774) |
| Jardas aéreas                   | St. Louis Rams (4,903)      |
| Menos pontos cedidos            | Chicago Bears (203)         |
| Menos jardas cedidas            | Pittsburgh Steelers (4,504) |
| Menos jardas terrestres cedidas | Pittsburgh Steelers (1,195) |
| Menos jardas aéreas cedidas     | Dallas Cowboys (3,019)      |

### Individual
| Pontos                       | Marshall Faulk, St. Louis (128 pontos)                  |
| Touchdowns                   | Marshall Faulk, St. Louis (21 TDs)                      |
| Mais field goals feitos      | Jason Elam, Denver (31 FGs)                             |
| Jardas terrestres            | Priest Holmes, Kansas City (1,555 jardas)               |
| Rating                       | Kurt Warner, St. Louis (101.4 rating)                   |
| Passes para touchdown        | Kurt Warner, St. Louis (36 TDs)                         |
| Recepções                    | Rod Smith, Denver (113 recepções)                       |
| Jardas recebidas             | David Boston, Arizona (1,598 jardas)                    |
| Jardas por retorno (Punt)    | Troy Brown, New England (14.2 jardas de média)          |
| Jardas por retorno (Kickoff) | Ronney Jenkins, San Diego (26.6 jardas de média)        |
| Interceptações               | Ronde Barber, Tampa Bay e Anthony Henry, Cleveland (10) |
| Jardas por Punt              | Todd Sauerbrun, Carolina (47.5 jardas de média)         |
| Sacks                        | Michael Strahan, New York Giants (22.5)                 |

## Prêmios
| Jogador Mais Valioso                                             | Kurt Warner, Quarterback, St. Louis             |
| NFL Coach of the Year (Treinador do Ano)                         | Dick Jauron, Chicago                            |
| NFL Offensive Player of the Year (Jogador Ofensivo do Ano)       | Marshall Faulk, Running back, St. Louis         |
| NFL Defensive Player of the Year (Jogador Defensivo do Ano)      | Michael Strahan, Defensive End, New York Giants |
| NFL Offensive Rookie of the Year (Novato Ofensivo do Ano)        | Anthony Thomas, Running Back, Chicago           |
| NFL Defensive Rookie of the Year Award (Novato Defensivo do Ano) | Kendrell Bell, Linebacker, Pittsburgh           |
| NFL Comeback Player of the Year                                  | Garrison Hearst, Running Back, San Francisco    |